# 史俊 (成化乙未進士)
史俊（1443年—？），字邦彥，號柏菴，順天府涿州人，民籍，明朝政治人物。成化戊子解元，乙未進士。

## 生平
早年出身國子生，成化四年（1468年）戊子科中式順天府鄉試第一名舉人（解元）。成化十一年（1475年）乙未科會試第二百五名，殿試登進士第二甲第三十九名。历官户部员外郎，二十二年八月升河南按察司佥事，弘治六年（1493年）二月兼整饬凤阳兵备。九年正月考察以不謹閑住。

## 家族
曾祖父史彥明。祖父史成。父史仲善，曾任典史。子史道，亦中解元。